# Шведський стіл

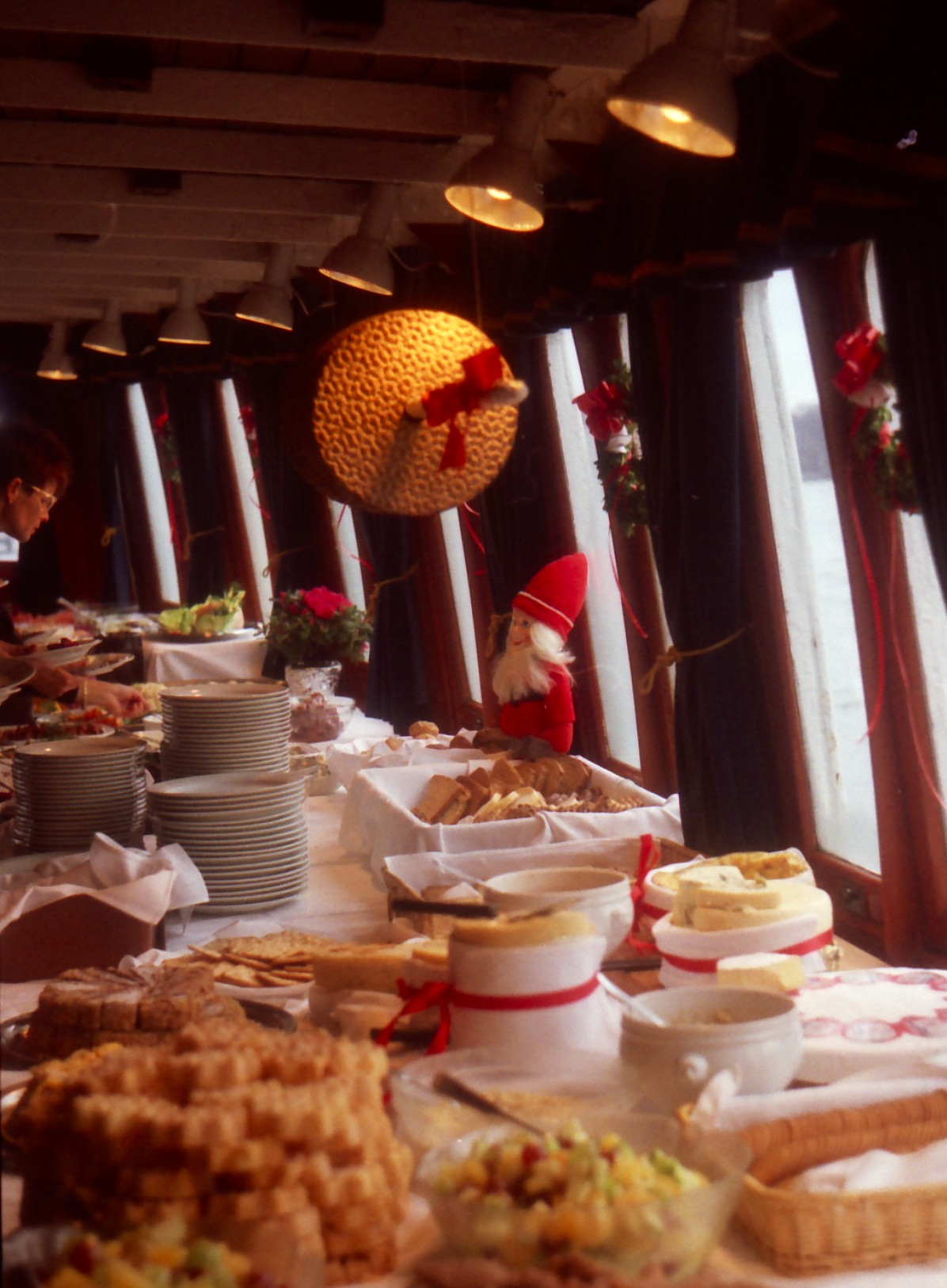
Страви, сервіровані за принципом «Шведський стіл»

Шведський стіл (буфет) — спосіб подачі їжі, при якому безліч страв виставляються поруч, і їжа розбирається по тарілках самими гостями (наприклад, на фуршеті). В багатьох країнах подібний спосіб обслуговування називається буфетним. Назва шведський стіл використовується не тільки в українській мові, а також в декількох інших мовах (наприклад, російській: шведский стол, білоруській: шведскі стол, польській: szwedzki stół, угорській: svédasztal, хорватській: švedski stol).
В скандинавських країнах, однак, існує традиція накривати холодний закусочний стіл (швед. smörgåsbord, бутербродний стіл, закусочний стіл) в окремій кімнаті, з якої, поївши, гості переходять в обідню, де їдять вже традиційний обід. Те, що в українській мові називається шведським столом, в багатьох інших мовах називається  буфетом,  через зміну значення слова буфет в українській та російських мовах, термін шведський стіл зайняв його місце.

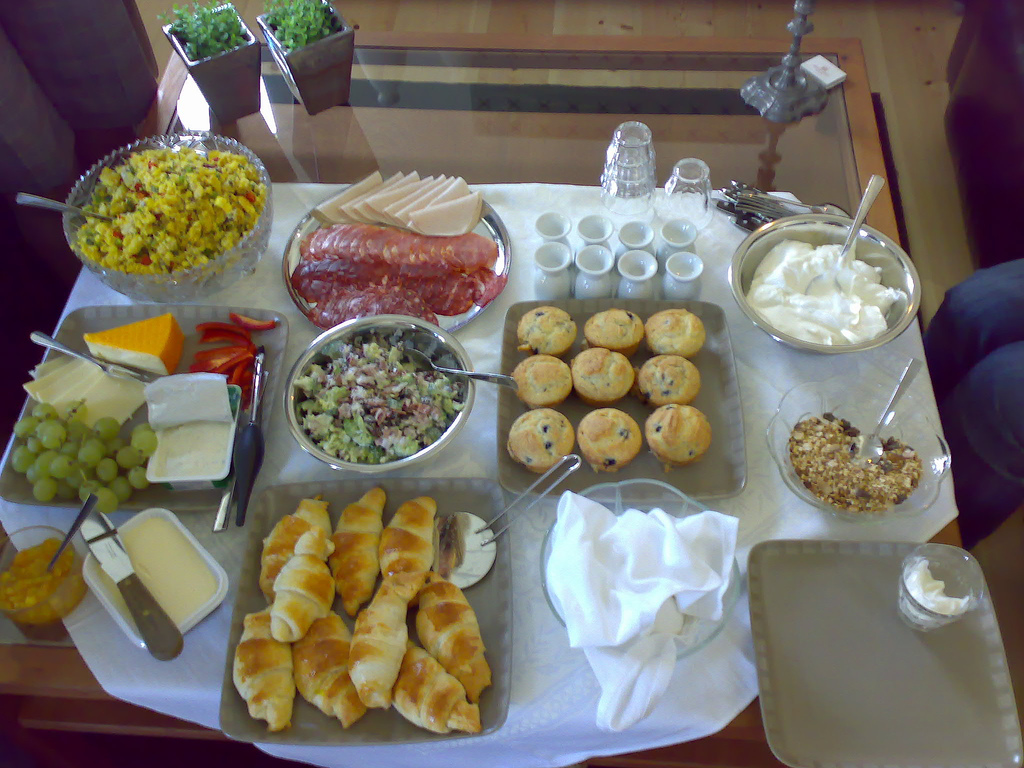
Інший, більш демократичний спосіб подачі страв за тим же принципом

## Особливості
Шведський стіл — скандинавська традиція, прийнята з часом у всьому світі. Її історія сягає корінням в далеке минуле. Сторіччя тому скандинави робили заготовки про запас з продуктів тривалого зберігання — солоної риби, коренеплодів та овочів, копченого м'яса. Коли приїжджали гості, вся їжа подавалася відразу, у великих мисках. Тим самим господарі позбавляли себе від зайвих церемоній, вивільняючи час для спілкування. У XX столітті цей спосіб колективної трапези взяв на озброєння увесь світ.
При самообслуговуванні за принципом шведського столу в залі знаходиться один або кілька прилавків, на яких по порядку виставлені закуски, перші, другі страви з риби та м'яса, овочі, сири, десерти. Гість, проходячи вздовж прилавка, може вибрати ті страви, які йому більше подобаються. Він може сам накладати їжу в тарілки, або це робить офіціант.

## Різновиди
Існують два основні різновиди організації шведського столу з точки зору оплати трапези. Перший — це найдемократичніший варіант, при якому можна вибрати тарілку будь-якої величини і підходити «багаторазово» до столу роздачі. Ціна в цьому випадку зафіксована і не залежить від кількості взятих продуктів.
За другим варіантом оплата проводиться в залежності від величини тарілки (т. зв. Система тарілок), на яку накладаються готові страви: в дрібну тарілку, середню або велику. І, крім того, оплата проводиться за кожен підхід.